# Brian Randall
Brian Randall (12 de outubro de 1920 a 4 de dezembro de 1991) era um jogador de futebol australiano que jogou no VFL entre 1941 e 1945 pelo Richmond Football Club. 